# 谢尔丁附近圣马林基兴
谢尔丁附近圣马林基兴是奥地利上奥地利州谢尔丁县的一个市镇。总面积25平方公里，总人口1858人，人口密度74.3人/平方公里（2005年）。